# John Blewitt
John Barry Blewitt (* 19. Dezember 1945 in Richmond) ist ein ehemaliger britischer Eisschnellläufer.
Blewitt startete international erstmals in der Saison 1967/68. Dabei belegte er bei der Mehrkampfeuropameisterschaft 1968 in Oslo den 24. Platz im Großen Vierkampf und bei den Olympischen Winterspielen 1968 in Grenoble den 27. Rang über 5000 m. Bei der Mehrkampf-Weltmeisterschaft 1970 in Oslo lief er auf den 29. Platz im Großen Vierkampf. In der Saison 1971/72 kam er bei der Mehrkampfeuropameisterschaft 1972 in Davos auf den 26. Platz im Großen Vierkampf und bei den Olympischen Winterspielen 1972 in Sapporo auf den 37. Platz über 1500 m, auf den 26. Rang über 5000 m sowie auf den 23. Platz über 10.000 m. Letztmals international startete er bei der Mehrkampf-Weltmeisterschaft 1972 in Oslo, wo er erneut den 29. Platz im Großen Vierkampf errang.

## Persönliche Bestleistungen
| Disziplin | Zeit        | Datum           | Ort               |
| --------- | ----------- | --------------- | ----------------- |
| 500 m     | 42,5 s      | 15. Januar 1972 | Davos             |
| 1500 m    | 2:12,0 min  | 27. Januar 1970 | Cortina d’Ampezzo |
| 3000 m    | 4:34,7 min  | 16. Januar 1968 | Cortina d’Ampezzo |
| 5000 m    | 7:51,2 min  | 16. Januar 1972 | Davos             |
| 10.000 m  | 16:51,5 min | 7. Februar 1972 | Sapporo           |